# Disophrys rufa
Disophrys rufa är en stekelart som beskrevs av Cameron 1906. Disophrys rufa ingår i släktet Disophrys och familjen bracksteklar. Inga underarter finns listade i Catalogue of Life.